# Kapalný kyslík

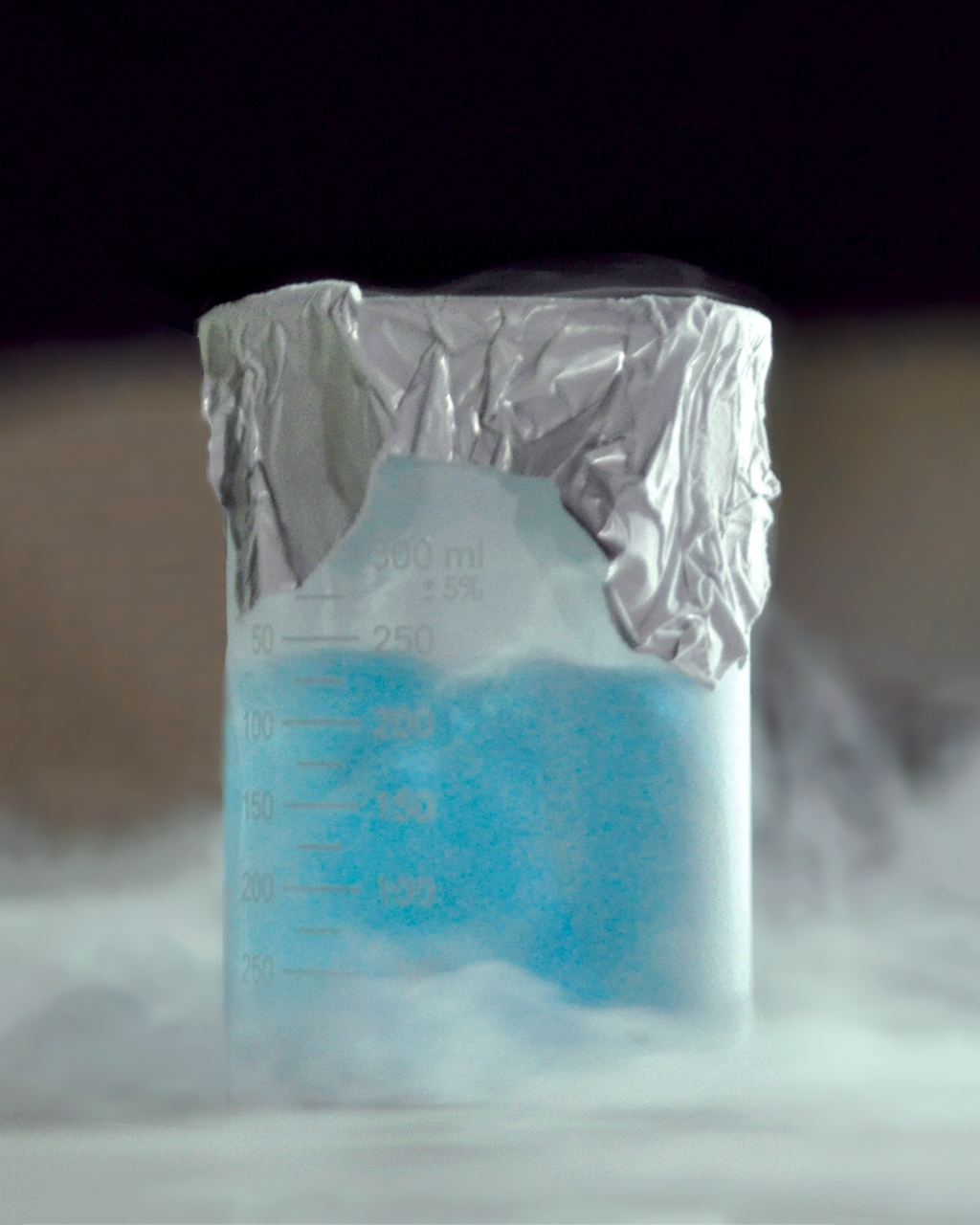
Kapalný kyslík (světle modrá kapalina) v kádince

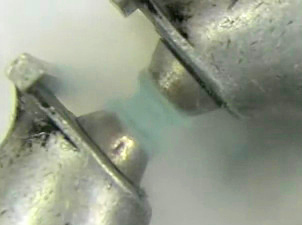
Při nalévání kapalného kyslíku na magnet se kyslík rozptyluje na pólech magnetu, jelikož je paramagnetický.

Kapalný kyslík, je kyslík (O2) v kapalném skupenství. Byl použit jako oxidační činidlo v prvních raketách na kapalné palivo, které roku 1926 sestrojil Robert Goddard, přičemž toto využití přetrvává.

## Fyzikální vlastnosti
Kapalný kyslík je světle modrý a silně paramagnetický: lze jej rozptýlit kolem pólů silného podkovovitého magnetu.
Hustota kapalného kyslíku je 1141 kg/m3, vyšší než u kapalné vody; teplota tuhnutí činí -218,79 °C (54,36 K) a teplota varu za tlaku 100 kPa je -162,96 °C (90,19 K). Expanzní poměr má hodnotu 1:861 a z tohoto důvodu se používá k přepravě dýchatelného kyslíku v některých letadlech.
Materiály zmrazené kapalným kyslíkem se stávají značně křehkými. Kapalný kyslík je též silným oxidačním činidlem: organické látky po styku s ním prudce hoří; například uhelné brikety, asfalt, nebo uhlíková čerň mohou po přiblížení zdrojů zapálení, jako jsou plameny či jiskry, vybouchnout.
V roce 1924 předpověděl Gilbert Newton Lewis existenci tetrakyslíku (O4), čímž se snažil vysvětlit, proč kapalný kyslík nevyhovuje Curieovu zákonu. Počítačové simulace naznačují, že se v kapalném kyslíku nenachází žádné stálé molekuly O4, ale molekuly O2 vytváří shluky dvou molekul s opačnými spiny, které lze považovat za přechodně vytvořený O4.
Kapalný dusík má teplotu varu −196 °C (77 K), tedy nižší než kyslík (−183 °C, 90 K), a může tak kondenzovat kyslík ze vzduchu: po odpaření většiny dusíku z nádoby je zbývající kapalný kyslík schopen prudce reagovat s organickými látkami. Obdobně je kapalný dusík nebo kapalný vzduch při stání na vzduchu obohacován o kyslík; přednostně se odpařuje dusík a kyslík se ve zabývajícím kapalném dusíku rozpouští.
Povrchové napětí kapalného kyslíku je za teploty varu při normálním tlaku 13,2 mN/m.

## Výroba a použití

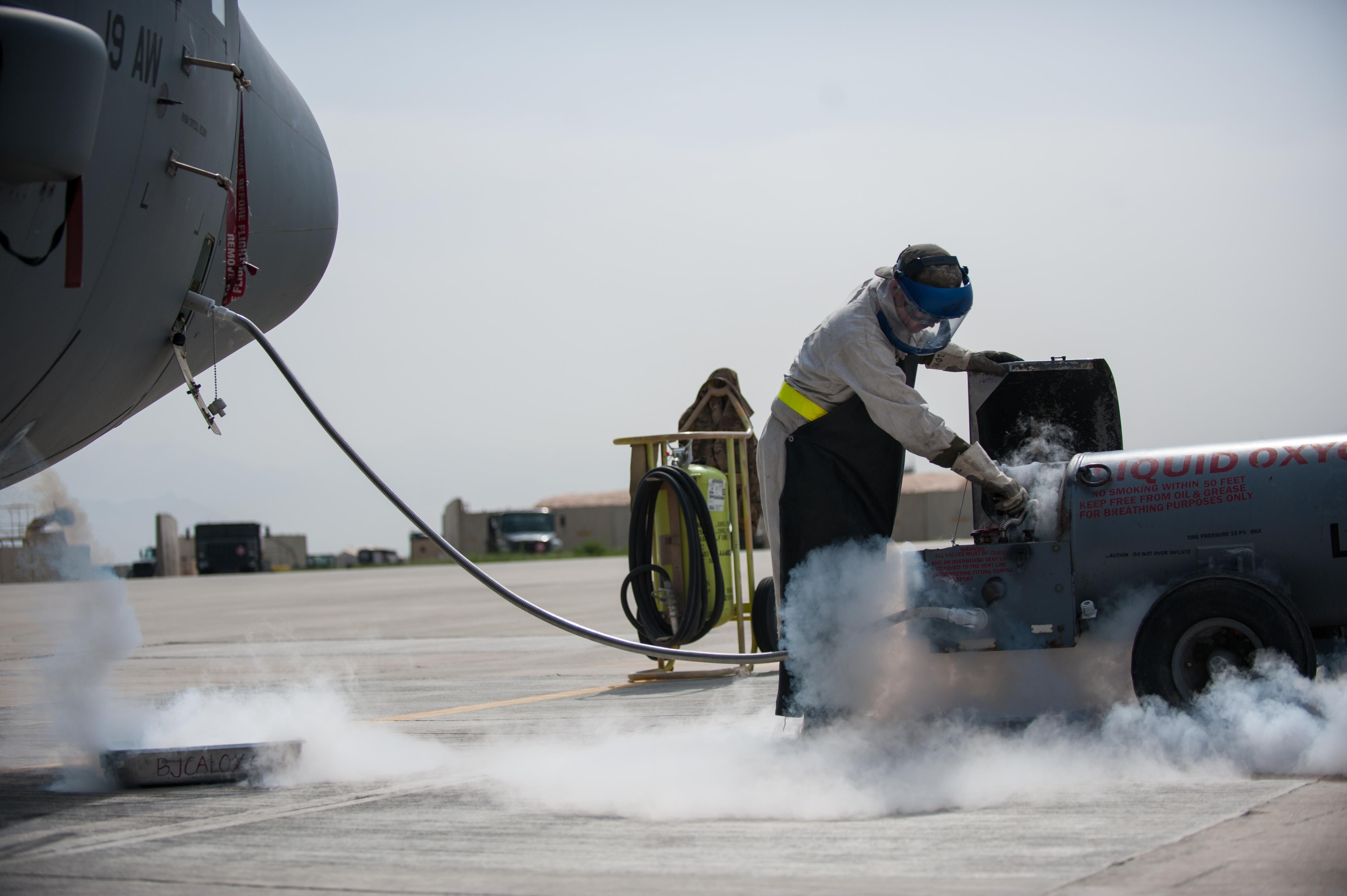
Technik Letectva Spojených států amerických přelévá kapalný kyslík do letadla Lockheed Martin C-130J Super Hercules.

Kapalný kyslík se vyrábí frakční destilací vzduchu. Slouží jako oxidační činidlo a jako zdroj plynného kyslíku v lékařství a letectví.

### V raketových pohonech

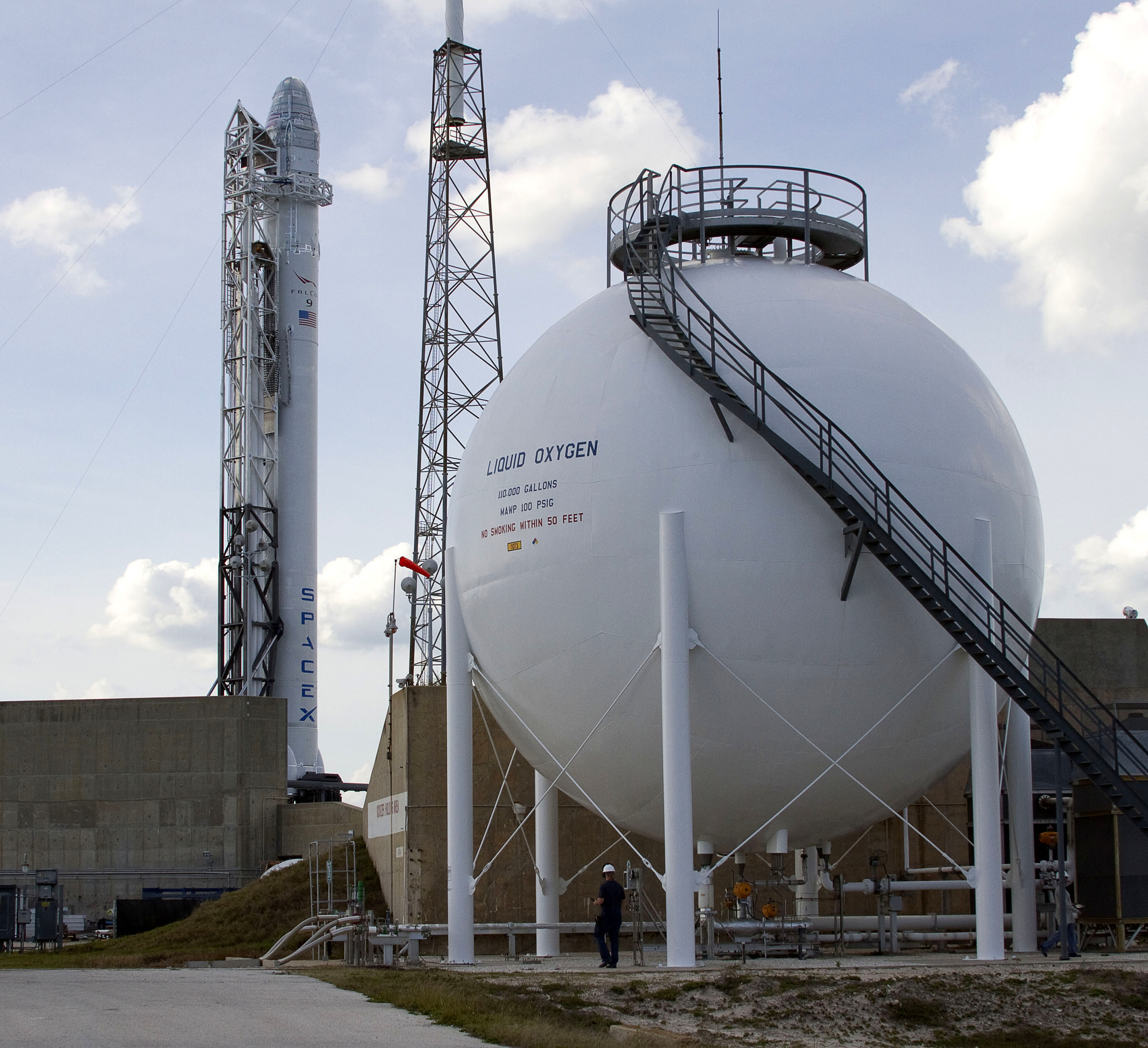
Nádoba s kapalným kyslíkem v Kennedyho vesmírném středisku

Kapalný kyslík je, často ve spojení s kapalným vodíkem, petrolejem, nebo methanem, nejvíce používaným oxidačním činidlem v raketových motorech,.
Kapalný kyslík použil Robert Goddard ve svých prvních raketách na kapalná paliva.

## Ostatní
- Do roku 1845 dokázal Michael Faraday zkapalnit většinu tehdy známých plynů, kromě kyslíku, vodíku, dusíku, oxidu uhelnatého, methanu, a oxidu dusnatého.[13]